# Anopheles letabensis
Anopheles letabensis este o specie de țânțari din genul Anopheles, descrisă de Lambert și Maureen Coetzee în anul 1982. Conform Catalogue of Life specia Anopheles letabensis nu are subspecii cunoscute.